# Alseodaphne paludosa
Alseodaphne paludosa är en lagerväxtart som beskrevs av James Sykes Gamble. Alseodaphne paludosa ingår i släktet Alseodaphne och familjen lagerväxter. Inga underarter finns listade i Catalogue of Life.